# ホセ・ルイス・カポン
ホセ・ルイス・カポン・ゴンサレス（José Luis Capón González、1948年2月6日 - 2020年3月29日）は、スペイン・マドリード出身の元同国代表サッカー選手。ポジションはDF。

## タイトル
アトレティコ・マドリード
- リーガ・エスパニョーラ : 2回 (1972-73, 1976-77)
- コパ・デル・レイ : 1回 (1975-76)
- インターコンチネンタルカップ : 1回 (1974)